# Аризонский аспид
Аризонский аспид (лат. Micruroides euryxanthus) — вид змей из семейства аспидов, единственный представитель рода аризонские аспиды (лат. Micruroides).

## Описание
Общая длина достигает 40 см. Голова очень маленькая, туловище чрезвычайно тонкое. Окраска состоит из чёрных, жёлтых и красных колец, которые расположены поочередно. Важная особенность в строении зубного аппарата этой змеи состоит в наличии маленького зуба на верхнечелюстной кости позади ядовитого клыка.

## Образ жизни
Населяет пустыни. При опасности или тревоге эта змея набирает в лёгкие воздух и ритмично выдыхает его, издавая ряд хлопающих звуков, которые быстро чередуются. Питается мелкими земноводными, ящерицами, насекомыми.

## Размножение
Это яйцекладущая змея.

## Распространение
Обитает на юго-западе США и на севере Мексики.

## Подвиды
- Micruroides euryxanthus australis Zweifel & Norris, 1955
- Micruroides euryxanthus euryxanthus (Kennicott, 1860)
- Micruroides euryxanthus neglectus Roze, 1967[1]